# أولاد دليم (آيت حمو)
أولاد دليم هي إحدى مشيخات المملكة المغربية، تتبع جغرافيا لإقليم الرحامنة وإداريًا لآيت حمو. يقدر عدد سكانها بـ 3908 نسمة حسب الإحصاء الرسمي للسكان والسكنى لسنة 2004.